# Shinano (Nagano)
Shinano (信濃町, Shinano-machi) est un bourg du district de Kamiminochi, dans la préfecture de Nagano, au Japon. Shinano-machi est notamment connu pour être le village dont est originaire Kobayashi Issa, un des trois maîtres du haïku (haïkaï) classique. Ce poète est né et a passé les quatorze premières années ainsi que les quinze dernières années de sa vie dans le quartier de Kashiwabara, centre historique du village. 

## Géographie

### Démographie
Au 1er février 2015, la population de Shinano s'élevait à 8 570 habitants répartis sur une superficie de 149,3 km2.

### Hydrographie
Le lac Nojiri se trouve à Shinano.